# Унтер-ден-Лінден

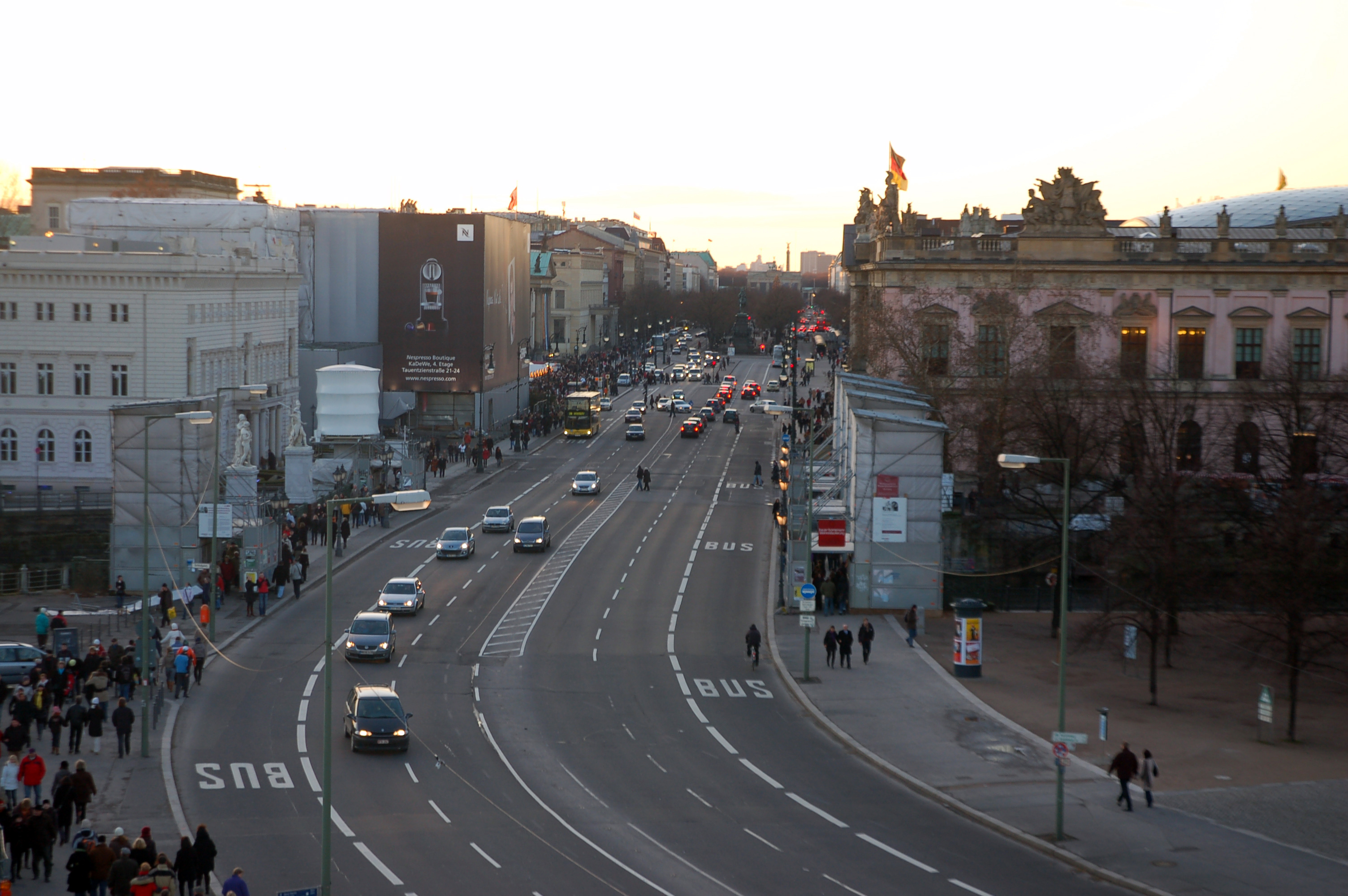
Унтер-ден-Лінден з боку Шпрееінзеля

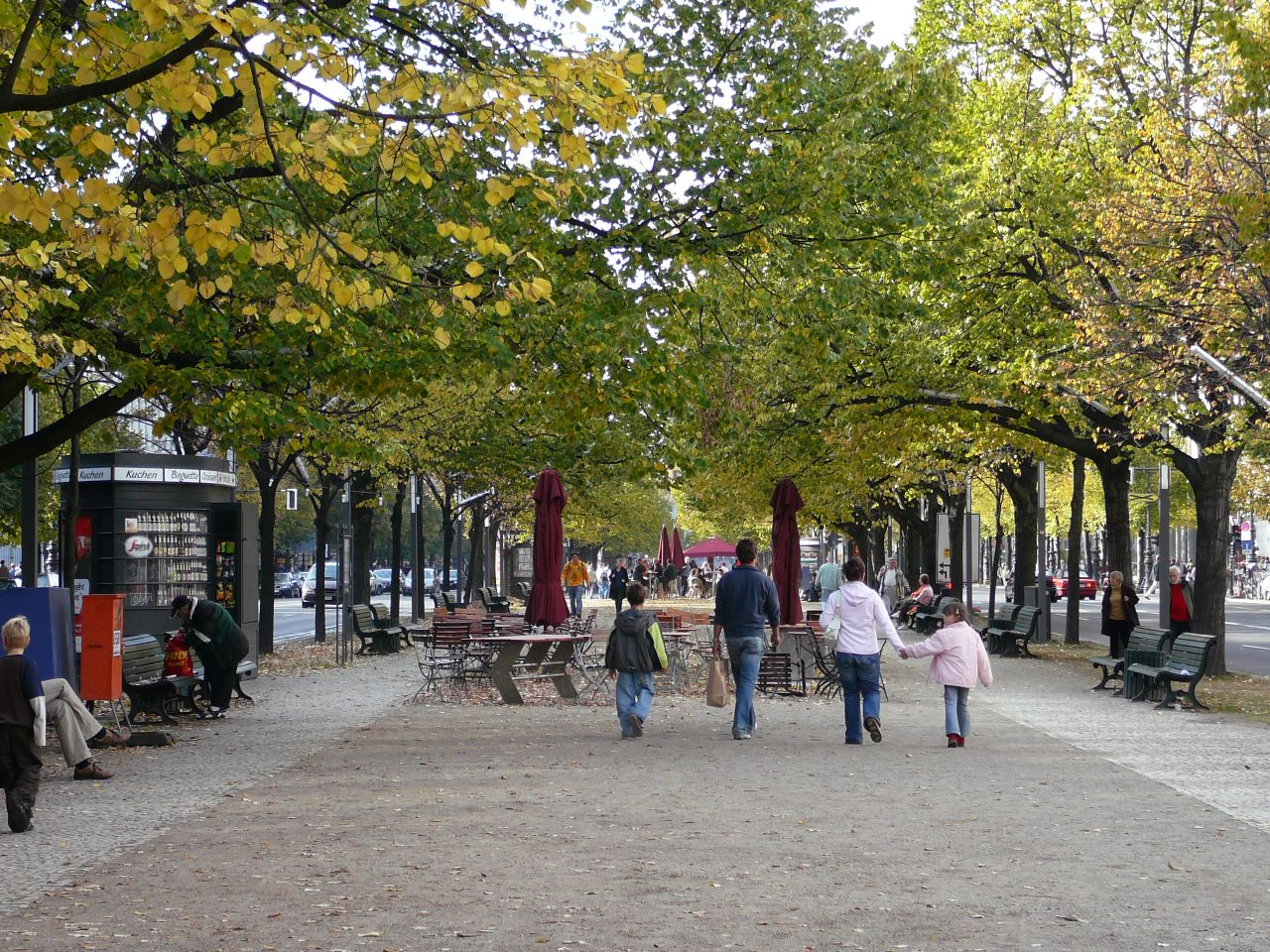
Променада Унтер-ден-Лінден

Унтер-ден-Лінден (нім. Unter den Linden — «під липами») — найвідоміший бульвар Берліна, який отримав свою назву завдяки липам, що прикрашають його.

## Короткий опис
Довжина вулиці становить 1 390 м, максимальна ширина — 60 м. Вулиця веде від Бранденбурзьких воріт та Паризької площі до Палацового моста (нім. Schlossbrücke) через річку Шпрее, де Унтер-ден-Лінден переходить далі у вулицю Карл-Лібкнехт-штрасе (нім. Karl Liebknecht-Straße).
Західна частина вулиці, що йде від Бранденбурзьких воріт і що проходить через парк Великий Тіргартен, називається зараз Вулицею 17 червня (нім. Straße des 17. Juni) — на згадку про народне повстання 17 червня 1953 р.

## Історія
У XVI столітті ця історична вісь міста була простою ґрунтовою дорогою, прокладеною в 1573 році за наказом бранденбурзького курфюрста Йоганна Георга. Ця дорога поєднувала Берлінський міський палац і Тіргартен, що був місцем полювання аристократів.
Після Тридцятилітньої війни Фрідріх Вільгельм I (курфюрст Бранденбургу) вирішив прокласти нові алеї та парки, оскільки замок та Тіргартен були понищені. Архітектори й садівники курфюрста об'їхали багато країн Європи, аби набратися досвіду деінде. Врешті в 1647 р. за наказом Фрідріха Вільгельма було прокладено алею в голландському стилі за планами графа Йогана Мауріца ван Нассау-Зіген. Так мисливська дорога перетворилася на променадну алею, де було висаджено 1000 горіхів та 1000 лип. Проте перші липи були вирубані вже в 1658 році.
В 1770 р. Фрідріх II вирішив забудувати алею парадними будівлями. Для цього було знесено 44 будинки, що не відповідали уявленням курфюрста. На їхньому місці було збудовано 33 особняки для вищої знаті й просторі будинки для заможних городян.
В 1820 році були висаджені нові липи, цього разу в чотири ряди. Колона Перемоги, що спершу була навпроти Рейхстагу, була встановлена на алеї, яка продовжувала Унтер-ден-Лінден. Зараз це Вулиця 17 червня.
Унтер-ден-Лінден зазнала серйозних руйнувань під час Другої світової війни. Відбудовуючи вулицю після війни, влада НДР не дуже переймалася відтворенням культурної спадщини, так на вулиці з'явилися посольства соціалістичних держав та інші представницькі будівлі епохи соціалізму.
Наприкінці 1990 року було вирішено провести реконструкцію вулиці, центральний променад відновили по всій довжині. Зараз це одна з найулюбленіших вулиць як берлінців, так і туристів.

## Визначні будівлі на вулиці Унтер-ден-Лінден
| Північний бік | Південний бік |
| --- | --- |
| - Будинок художника Макса Лібермана (Pariser Platz 1) - Посольство Франції в Берліні, до 1945 Палац Бовріє (Pariser Platz 5) - Угорське посольство (Unter den Linden 76) - Музей Мадам Тюссо Берлінська філія (Unter den Linden 74), Прусська військова академія - Колишнє посольство Польщі в Берліні, планується реконструкція (Unter den Linden 72) - Офісні приміщення депутатів Бундестагу (Unter den Linden 50) - Цолленгоф, головна студія другого державного телеканалу ZDF- (Unter den Linden 36-38) - Кайзерівські двори (Unter den Linden 26-30) - Дім Швейцарії (Unter den Linden 24) - Upper Eastside Berlin (Unter den Linden 14-16) - Римський двір (Unter den Linden 10), Neubau Ecke Charlottenstraße - Державна бібліотека в Берліні — історичний корпус, новий корпус розташований на Потсдамській вулиці 33 (Unter den Linden 8) - Гумбольдтський університет Берліна, кол. Палац принца Генріха (Unter den Linden 6) - Нова вартівня (Unter den Linden 4) - Берлінський цойґгаус, Німецький історичний музей (Unter den Linden 2) | - Посольство США в Берліні (Pariser Platz 2) - Берлінська академія мистецтв (Pariser Platz 4) - Готель Адлон (Unter den Linden 77) - Посольство Російської федерації (Unter den Linden 63-65) - Адміністративний корпус Комічної опери, до 1980 року Посольство Данії (Unter den Linden 41) - Колишній Будинок профспілок (1980, Unter den Linden 15) - Губернаторський дім (Unter den Linden 11), на цьому місті був Нідерландський палац - Старий палац (Unter den Linden 9) - Стара бібліотека, так званий комод, сьогодні юридичний факультет Гумбольдтського університету (Bebelplatz 1) - Forum Fridericianum - Собор Святої Ядвіги (Hinter der Katholischen Kirche 3) - Державна опера Унтер-ден-Лінден (Unter den Linden 7) - Палац принцес (сьогодні Оперний палац) (Unter den Linden 5) - Палац кронпринца (Unter den Linden 3) - Стара комендатура, у 1950-і роки була знесена, 2003 року завершена реконструкція, сьогодні представництво видавничого концерну Бертельсманн (Unter den Linden 1) |

## Пам'ятники

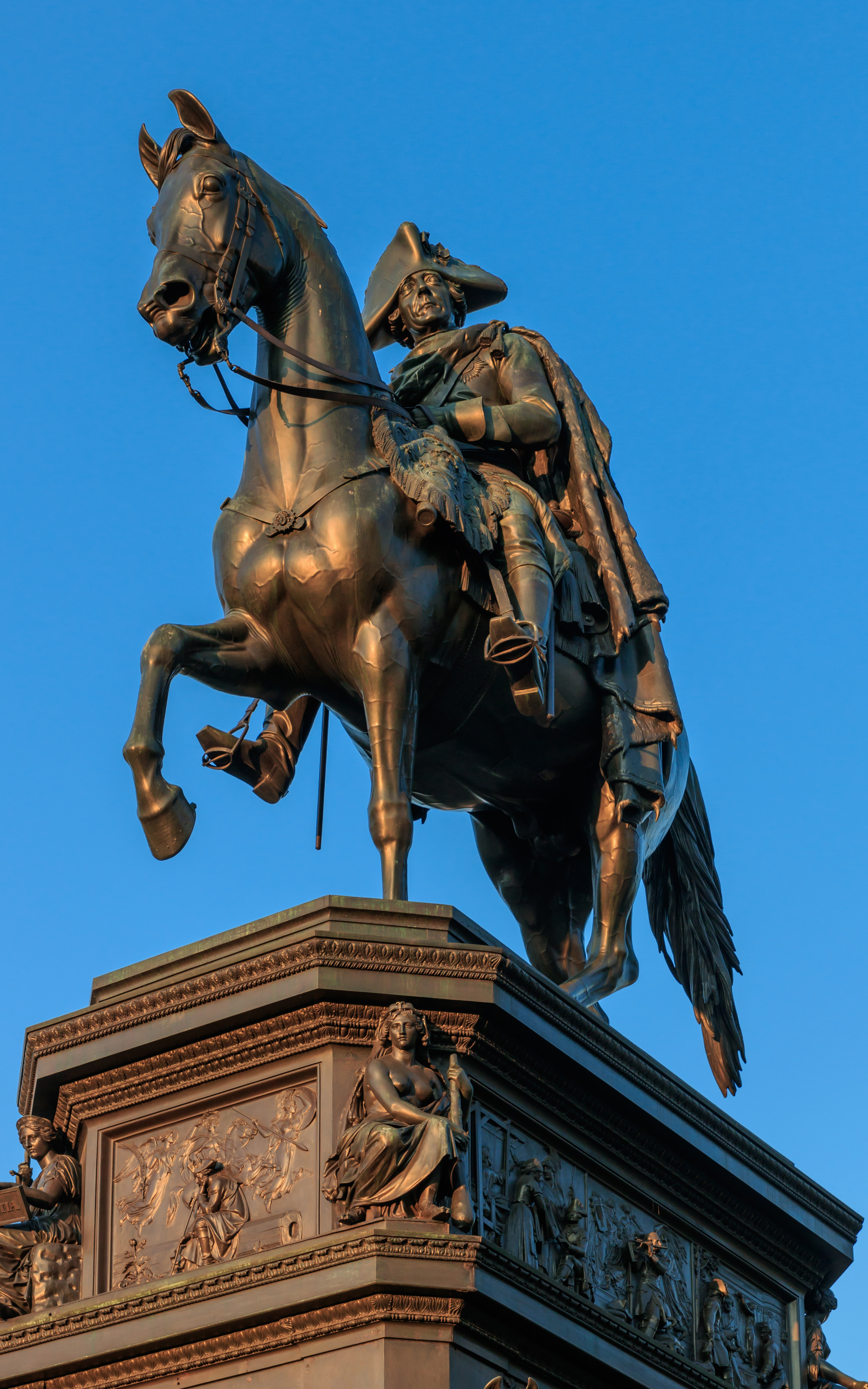
Фрідріх Великий
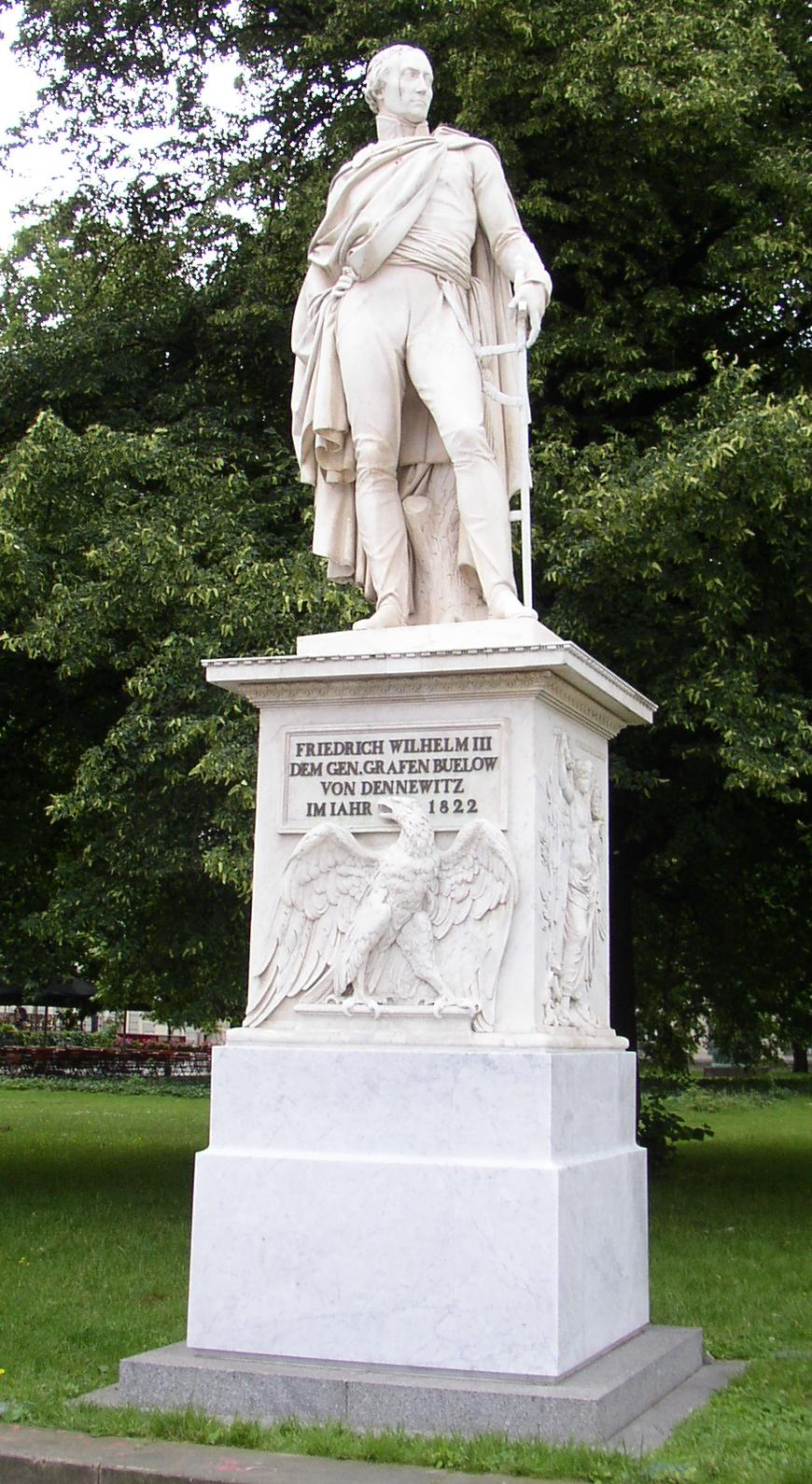
Фрідріх Вільгельм Бюло фон Денневітц
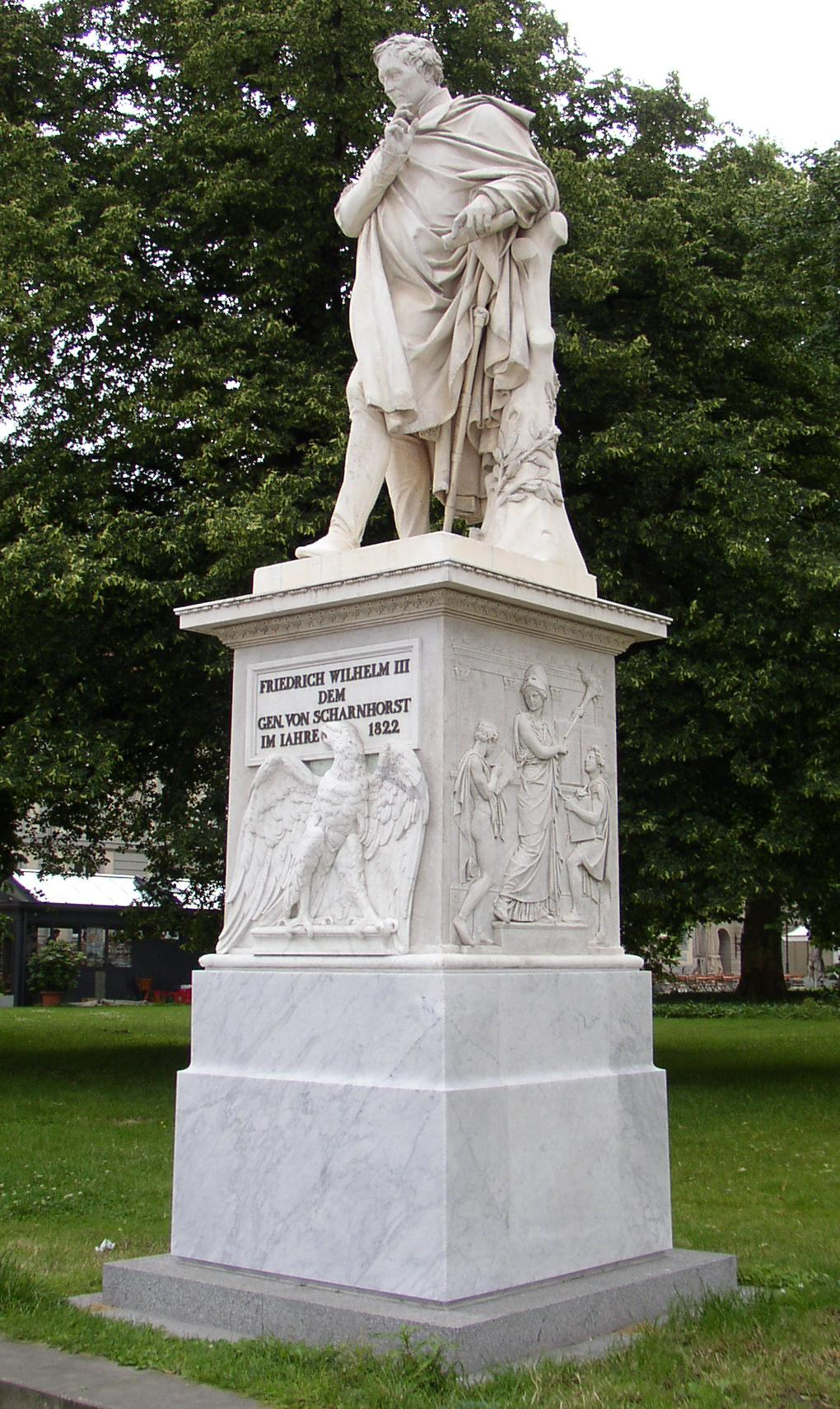
Герхард фон Шарнгорст
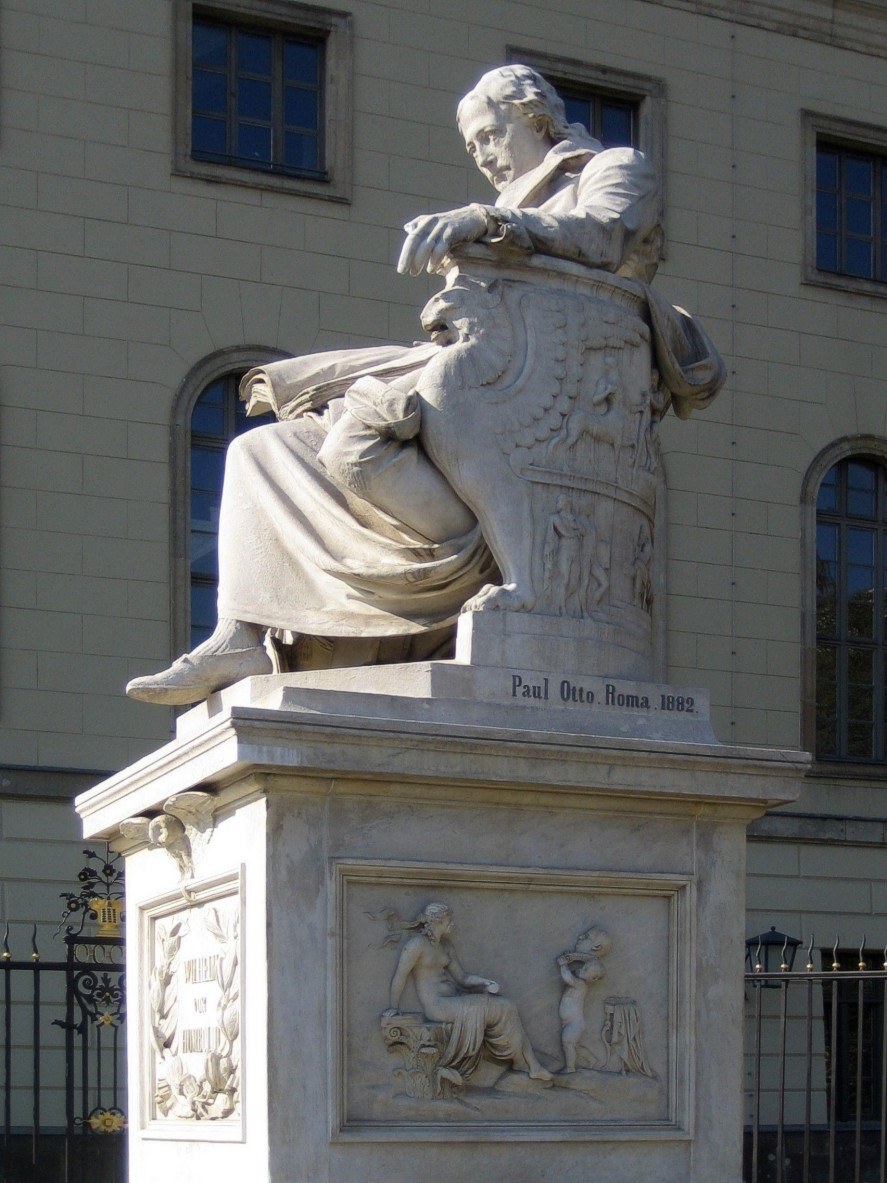
Вільгельм фон Гумбольдт
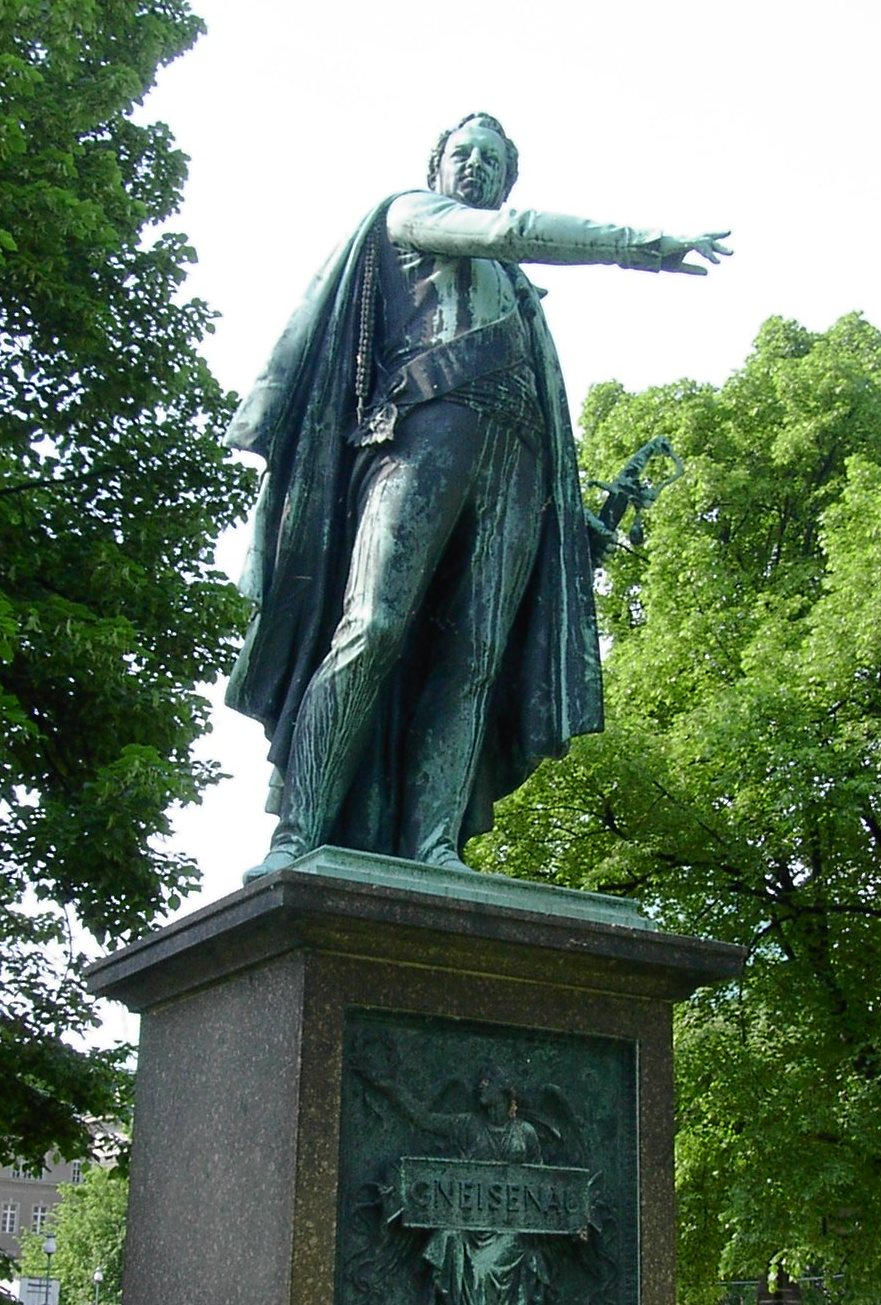
Август фон Ґнайзенау